# Medaglia di Galanteria
La medaglia di galanteria è il massimo riconoscimento al valor militare concesso dalla Repubblica Ellenica dal 1974, sebbene non stia mai stata conferita a nessuno, rilevando la croce al valore.